# Juan Agustín Maza
Juan Agustín Maza (Mendoza, 4 maggio 1784 – Malargüe, 11 giugno 1830) è stato un avvocato e politico argentino.

## Biografia
Juan Agustín nasce a Mendoza nel 1784, figlio del tenente colonnello Isidro Sáenz de la Maza.
Nel 1807 ha conseguito il dottorato in diritto civile presso la  Real Universidad de San Felipe del Capitanato Generale del Cile con una tesi intitolata "Unque los diezmos se deban por derecho natural y divino, sin embargo la asignación precisa, justa y necesaria de la décima parte no ha sido establecida sino por derecho humano y pontificio" ("Benché le decime siano dovute per diritto naturale e divino, tuttavia è bene precisare che la giusta e necessaria allocazione della decima non è stata stabilita se non per diritto umano e pontificio.". Come membro del Consiglio di Mendoza, si unì alla Rivoluzione di Maggio (nel 1810) e nel 1815 fece importanti donazioni all'Esercito delle Ande. Nel 1816 ha rappresentato la sua provincia come deputato nel Congresso di Tucumán ed è stato uno dei firmatari dell'atto di indipendenza delle Province Unite del Río de la Plata il 9 luglio 1816, pronunciandosi a favore del sistema repubblicano. Eletto vicepresidente del Congresso, si trasferì a Buenos Aires per presiedere nel novembre 1817. Tornato nella sua provincia chiese come altri esponenti della politica locale le dimissioni del governatore Pedro Molina. Caduto questo, il 29 aprile 1824 Maza fu nominato governatore ad interim, ma il giorno successivo fu sostituito da un triumvirato. Durante l'amministrazione di Juan Rege Corvalán, Maza fu presidente del Consiglio dei rappresentanti e anche ministro del governo nel 1829. Un anno dopo, quando le truppe comandate da José Videla Castillo (inviate dal generale José María Paz invasero Mendoza, Maza cercò rifugio presso alcune tribù mapuche del capo Coleto, che credeva alleate. Tuttavia, l'11 giugno 1830, gli indigeni - agli ordini dei Fratelli Pincheira - lo uccisero con le lance a El Chacay, vicino al forte di Malargüe (circa 400 km a sud della città di Mendoza).
Cento anni dopo questa tragedia fu ricordata con l'erezione di un monumento ai caduti.

## Curiosità
A lui è dedicata la città di Villa Maza e la stazione ferroviaria del paese.